# Lyelliana pristina
Lyelliana pristina är en fjärilsart som beskrevs av Turner 1926. Lyelliana pristina ingår i släktet Lyelliana och familjen mätare. Inga underarter finns listade i Catalogue of Life.